# Devils Peak, Antarktis
Devils Peak är en bergstopp i Antarktis. Den ligger i Sydorkneyöarna. Argentina och Storbritannien gör anspråk på området. Toppen på Devils Peak är 735 meter över havet. Devils Peak ligger på ön Coronation Island.
Terrängen runt Devils Peak är varierad. Havet ligger nära Devils Peak åt sydväst. Trakten är obefolkad. Det finns inga samhällen i närheten. 